# Malpica de Tajo
Malpica de Tajo är en kommun i Spanien.   Den ligger i provinsen Toledo och regionen Kastilien-La Mancha, i den centrala delen av landet, 90 km sydväst om huvudstaden Madrid. Antalet invånare är 2 091. Arean är 80 kvadratkilometer.
Terrängen i Malpica de Tajo är huvudsakligen platt, men åt nordost är den kuperad.